# 大澤歩
大澤 歩（おおさわあゆむ、1991年4月14日 - ）は、静岡県出身の男子プロバスケットボール選手である。ポジションはポイントガード。177cm、75kg。

## 来歴

### プロ入り前
静岡県清水市（現：静岡市清水区）出身。兄弟の影響で小学校からバスケを始め、地元の公立中学である静岡市立清水第八中学校に進学。静岡県選抜に選出され、主将として都道府県対抗ジュニアバスケットボール大会に出場し、(当時)数年間予選リーグ止まりだった静岡県選抜を決勝トーナメント進出に導く。決勝トーナメントでは永吉佑也率いる鹿児島県選抜と対戦し敗れている。
静岡市立清水第八中学校から高校は静岡学園に進み、1年次よりスタメンとして試合に出場。3年次には主将を務める。国民体育大会(新潟国体2009)では、藤井祐眞等とともに静岡県を40年ぶりの決勝進出へと導いている。
高校卒業後、専修大学に進学し、4年次には主将を務める。主将として参戦した関東学生バスケットボールリーグ戦はリーグ序盤でエース宇都直輝の怪我により苦戦を強いられ、全体8位という結果であったが、インカレでは5位入賞を果たし、オールジャパンへの出場も果たしている。

### プロ入り後
2015年、広島ライトニングに入団。プロとしてのキャリアを歩み始める。2015-16シーズン48試合に出場して、1試合9.8得点。
翌2016年オフに広島ライトニングの解散に伴い香川ファイブアローズへ移籍。移籍後、ファイブアローズ・バスケットボール・アカデミー火曜大人クラスのメインコーチに指名され、チーム本拠地である高松にバスケットボールを通じで貢献している。
2017-18シーズンはファイブアローズのキャプテンを務めると同時に、スターターの座を勝ち取りプレイタイムを飛躍的に伸ばした。個人スタッツでは、キャリアハイとなる平均4.2アシストをマーク。PGとしてチームの勝利に大きく貢献した。
2019年6月12日に地元クラブ・ベルテックス静岡に移籍し、2シーズン所属した。
2021-22シーズンから2シーズンはB3の岩手ビッグブルズに所属。
2023年7月1日に引退を表明した。現役引退後は地元の静岡市でバスケットスクール「A’z BASKETBALL SCHOOL」を開校した。
大学時代からの背番号「0」は、「いつでもゼロからのスタート」この意識を忘れないためにつけている。

## 経歴
- 静岡学園 - 専修大学 - 広島ライトニング - 香川ファイブアローズ - ベルテックス静岡 - 岩手ビッグブルズ

## 記録
| シーズン         | チーム | GP | GS | MPG   | FG%  | 3P%  | FT%   | RPG  | APG  | SPG | BPG  | TO   | PPG  |
| ---------------- | ------ | -- | -- | ----- | ---- | ---- | ----- | ---- | ---- | --- | ---- | ---- | ---- |
| bjリーグ 2015-16 | 広島   | 48 |    | 28.1  | .349 | .333 | .657  | 2.4  | 2.2  | 0.8 | 0.0  | 2.4  | 9.8  |
| B2 2016-17       | 香川   | 39 | 1  | 8.35  | .362 | .200 | .735  | 0.72 | 0.56 | 0.3 | 0.05 | 0.33 | 2.12 |
| B2 2017-18       | 香川   | 60 | 51 | 27.26 | .309 | .222 | .778  | 2.3  | 4.2  | 0.7 | 0.01 | 1.7  | 5.3  |
| 2018 EC          | 香川   | 3  | 3  | 34.32 | .333 | .500 | 1.000 | 4.7  | 5.7  | 1.0 | 0.0  | 1.6  | 4.7  |
| B2 2018-19       | 香川   | 52 | 39 | 24.30 | .350 | .343 | .764  | 2.0  | 3.1  | 0.8 | 0.0  | 1.4  | 4.9  |
| B3 2019-20       | 静岡   |    |    |       |      |      |       |      |      |     |      |      |      |